# Lorenzo Vigo-Fazio

Lorenzo Vigo–Fazio, 1935

Lorenzo Vigo - Fazio (Riposto, 1897 – Catania, 1986) è stato uno scrittore italiano.

## Biografia
Egli riempì per oltre mezzo secolo le terze pagine di quotidiani, fondò riviste letterarie, pubblicò centinaia di saggi su argomenti vari, fu un linguista scrupoloso, un educatore di generazioni, intrattenne una vastissima corrispondenza con i maggiori intellettuali e scrittori del suo tempo.

Con l'avvento del fascismo divenne quasi schivo dal vivere nella società, diventò pessimista e scrisse: 
Fu membro dell'Ordine massonico misto internazionale Le Droit Humain. 
Dal 1923 fu impegnato nel Movimento giovanile socialista e sino al '28, in clandestinità, frequento gruppi antifascisti a Catania, Biancavilla, Assoro, Adrano, ecc. Dell'Associazione del libero pensiero «Giordano Bruno» di Catania Vigo-Fazio era il grande animatore. 
Indimenticabile, nella sede di Palazzo Bruca, nel maggio 1923, sulla profezia di Mazzini: 

## Opere
- 1920 - L. Vigo-Fazio - Il canto primo del Paradiso - Discorso pronunziato in Catania, nel Teatro Massimo Bellini ("Lectura Dantis").
- 1923 - Ore di solitudine - Studio Ed. - Modena - Pagine di meditazioni, ebbe un tale successo che arrivò alla 3ª edizione.
- 1928 - 2ª Ed. L'anima tutta in sé romita - Catania - Edizioni Endimione.
- 1927 - Pensieri - Cattedra Italiana di Pubblicità - Treviso.
- 1927 - Gente di Sicilia - Novelle - 1 dramma, 1 commedia - Studio Ed. - Treviso.
- 1927 - Saggi e discorsi- 352 pagine - Bottega d'Arte - Carpi.
- 1927 - La vita in tono minore - Racconti e novelline - C.IT.P.- Treviso.
- 1927 - Nuovo trattato di pronunzia Inglese - Ed. 1st. Libero di Cultura - Catania.
- 1927 - Foscoliana - In collaborazione con G. Vernarelli - Ed. di P. - Treviso.
- 1930 - Prose. Poesie. Lettere postume di Mario Rapisardi - Curate e riordinate da L. Vigo-Fazio - Formica Ed. - Torino.
- 1935 - Bellini Aneddotico - Ed. Giannotta.
- 1937 - Il Decamerone dei Piccoli - 1° volume, parecchi di questi racconti furono pubblicati nel "Corriere dei Piccoli" - Edit. Giannotta - Catania.
- 1944 - Durante l'Oppressione - Canzoniere civile, con la canzone di Matteotti.
- 1945 - Come si pronunzia l'Inglese - Casa del Libro Editrice.
- 1943 - Synthetic Italian Grammar - Casa del Libro Editrice.
- 1935 - V. Bellini, sa vie, ses oeuvres, ses amours - pubblicato a puntate da "Le Lingue Estere" di Milano.
- 1951 - I drammi maggiori di Victor Hugo - Opera giudicata la migliore scritta da stranieri per il 150º anniversario del Poeta - Ed. Arione - Catania.
- 1932 - Gli amici di Dante - Discorso pronunziato in Parigi, nella sede della "Dante Alighieri" il 16/1/1932.
- 1950 - Il Nuovo Guignol di Parigi - Ediz. Arione - Romanzo per piccoli e adulti.
- 1952 - Dante et Beatrice - Poeme en 5 tableaux, opera in versi francesi, musica di J.Bucciali.
- 1952 - L'opera e la fortuna di Mario Rapisardi - discorso pronunziato nella sede di Parigi della "Dante Alighieri" il 14/1/1933.
- 1952 - Ottone III - Poema drammatico in 3 atti e 5 quadri - Bartolozzi Edit. - Lecco.
- 1950 - La Lava - dramma in un atto - B. Lecco.
- 1950 - Il Dramma del mistero - 3 atti Bartolozzi Ed. - Lecco.
- 1952 - In Francia coi Poeti - critica su autori francesi ed inglesi - Ed. Arione - Catania.
- 1953 - Teatro di Prosa - Volume I, "Trinacria" Editrice - Catania.
- 1955 - Dafni - Poema pastorale - Bartolozzi Edit. - Lecco.
- 1956 - Il Decamerone dei Piccoli - Cento novelle per bambini dai 9 ai 90 anni - 2" ediz. S.E.I. - Torino, 680 pagine.
- 1954 - Il teatro in libertà di Victor Hugo - critica - Bartolozzi Ed. - Lecco.
- 1957 - Golfo di Taormina - Dramma in due atti - Bartolozzi Ed. - Lecco.
- 1960 - Il cuore e la ragione - Romanzo di vita francese per piccoli e adulti - Ediz. Arione Catania.
- 1962 - Mario Rapisardi, nel '50° della morte - Centre di Studi Rapisardiani - Catania.
- 1965 - Scandalo a Taormina - Romanzo - Gastaldi Ed. - Milano.
- 1966 - L'uomo e la natura - Liriche - Ed. Arione - Catania.
- 1969 - Teatro di prosa - 2° vol. - Ed. Arione - Catania.
- 1970 - Le cose belle - 136 sonetti ed una lirica introduttiva - Libreria Musumeci - Catania.
- 1972 - Teatro di prosa - 3° vol. - Ed. Castorina - Catania.
- 1975 - L'arte d'esser marito - Poema dell'amore coniugale - Sonetti - Libreria "Etna" depositaria - Catania.
- 1983 - Apologia di Mario Rapisardi - Editrice Giannotta - Catania.